# (7771) Tvären
(7771) Tvären ist ein Asteroid des mittleren Hauptgürtels, der am 2. März 1992 vom Astronomen des La-Silla-Observatoriums (IAU-Code 809) der Europäischen Südsternwarte in Chile im Zuge der Uppsala-ESO Survey of Asteroids and Comets entdeckt wurde.
Der Asteroid wurde am 20. März 2000 nach dem Tvären benannt, einer kreisförmigen Bucht der Ostsee in der Gemeinde Nyköping der Provinz Södermanlands län, die einen Durchmesser von etwa 4 km aufweist und sich oberhalb eines alten, verschütteten und nicht mehr sichtbaren Einschlagkraters befindet, der im Ordovizium stattfand.